# Mallinus nitidiventris
Genre
Espèce
Mallinus nitidiventris, unique représentant du genre Mallinus, est une espèce d'araignées aranéomorphes de la famille des Zodariidae.

## Distribution
Cette espèce est endémique d'Afrique du Sud. Elle se rencontre au Cap-Occidental, au Cap-Oriental, au Cap-Septentrional et dans l'État-Libre.

## Description
Le mâle décrit par Jocqué en 1991 mesure 2,10 mm et la femelle 2,13 mm.
Les mâles mesurent de 2,23 à 2,72 mm et les femelles de 2,13 à 2,70 mm.
Cette araignée est myrmécophage.

## Publication originale
- Simon, 1893 : Histoire naturelle des araignées. Paris, vol. 1, p. 257-488 (texte intégral).